# Gjerpenkollen
Die Gjerpenkollen in Drammen besteht aus mehreren Skisprungschanzen, die ganzjährig betrieben werden. Zur Anlage gehören drei kleine Schanzen der Kategorie K 8, K 18, K 35 sowie eine mittlere Schanze der Kategorie K 74. Die Schanzen K 74 und K 15 sind seit 1997 bzw. 1998 für den Sommerbetrieb mit Matten belegt.

## Geschichte
Die allererste Schanze wurde im Jahr 1932 gebaut und die heutige Schanze hat man 1960 erbaut. 1987 wurde die Schanze zur K 74 ausgebaut. Die höchste Schanze entstand in ihrer heutigen Form 1995. Im selben Jahr wurde die K 35-Schanze errichtet. Seit 2007 sorgen Schneekanonen für einen sicheren Winterbetrieb.
Die größte Schanze wurde im Sommer 2008 durch starken Regen und Erdrutsche beschädigt. Zwischen 2009 und 2010 wurde das gesamte Schanzenareal für 3,8 Mio. Kronen renoviert. Die K 74-Schanze wurde im Herbst 2008 generalüberholt. Anschließend erhielten die Schanzen K 8, K 18 und K 35 neue Profile sowie Kunststoff- bzw. Porzellanspuren für den Sommerbetrieb.
Die gesamte Anlage steht im Eigentum einer kommunalen Stiftung, der Stiftelsen Gjerpenkollen Hoppanlegg.